# جام صلح ۲۰۱۲
جام صلح ۲۰۱۲ سوون یک تورنمنت فوتبال دوستانه دعوتی بود. این پنجمین دوره مسابقات جام صلح بود و از ۱۹ تا ۲۲ ژوئیه در ورزشگاه جام‌جهانی سوون کره جنوبی برگزار شد. کلیسای اتحاد، میزبان این مسابقات، علاوه بر باشگاه خود، سئونگنام ایلهوا چونما، از سه باشگاه اروپایی که هر کدام یک بازیکن کره جنوبی داشتند، دعوت کرد. سه باشگاه دعوت شده خرونینگن، هامبورگ و ساندرلند به ترتیب سوک هیون-جون، سون هیونگ مین و جی دونگ-وون را در اختیار داشتند.

## تیم‌ها
| تیم                   | لیگ               |
| --------------------- | ----------------- |
| خرونینگن              | اردیویسه ۱۳–۲۰۱۲  |
| هامبورگ               | بوندس‌لیگا ۱۳–۲۰۱۲ |
| سئونگنام ایلهوا چونما | کی‌لیگ ۲۰۱۲        |
| ساندرلند              | لیگ برتر ۱۳–۲۰۱۲  |

## نیمه نهایی
| سئونگنام ایلهوا چونما | ۱–۰ | ساندرلند |
| --------------------- | --- | -------- |
| سانتوس ۲۹'            |     |          |

| هامبورگ                             | ۲–۱ | خرونینگن |
| ----------------------------------- | --- | -------- |
| - آئوگو ۱۵' (پنالتی) - ایلیچویچ ۸۰' |     | شت ۲۸'   |

## رده بندی مقام سوم
| ساندرلند                          | ۳–۲ | خرونینگن                    |
| --------------------------------- | --- | --------------------------- |
| - ویکام ۲۰' - کمبل ۸۹' - نوبل ۹۰' |     | - سوک هیون-جون ۳۸' - شت ۴۵' |

## فینال
| سئونگنام ایلهوا چونما | ۰–۱ | هامبورگ |
| --------------------- | --- | ------- |
|                       |     | برگ ۸۱' |